# Volkersdorf (Radeburg)
Volkersdorf ist ein Ortsteil von Radeburg in Sachsen, 12 Kilometer nördlich von Dresden.

## Geografie

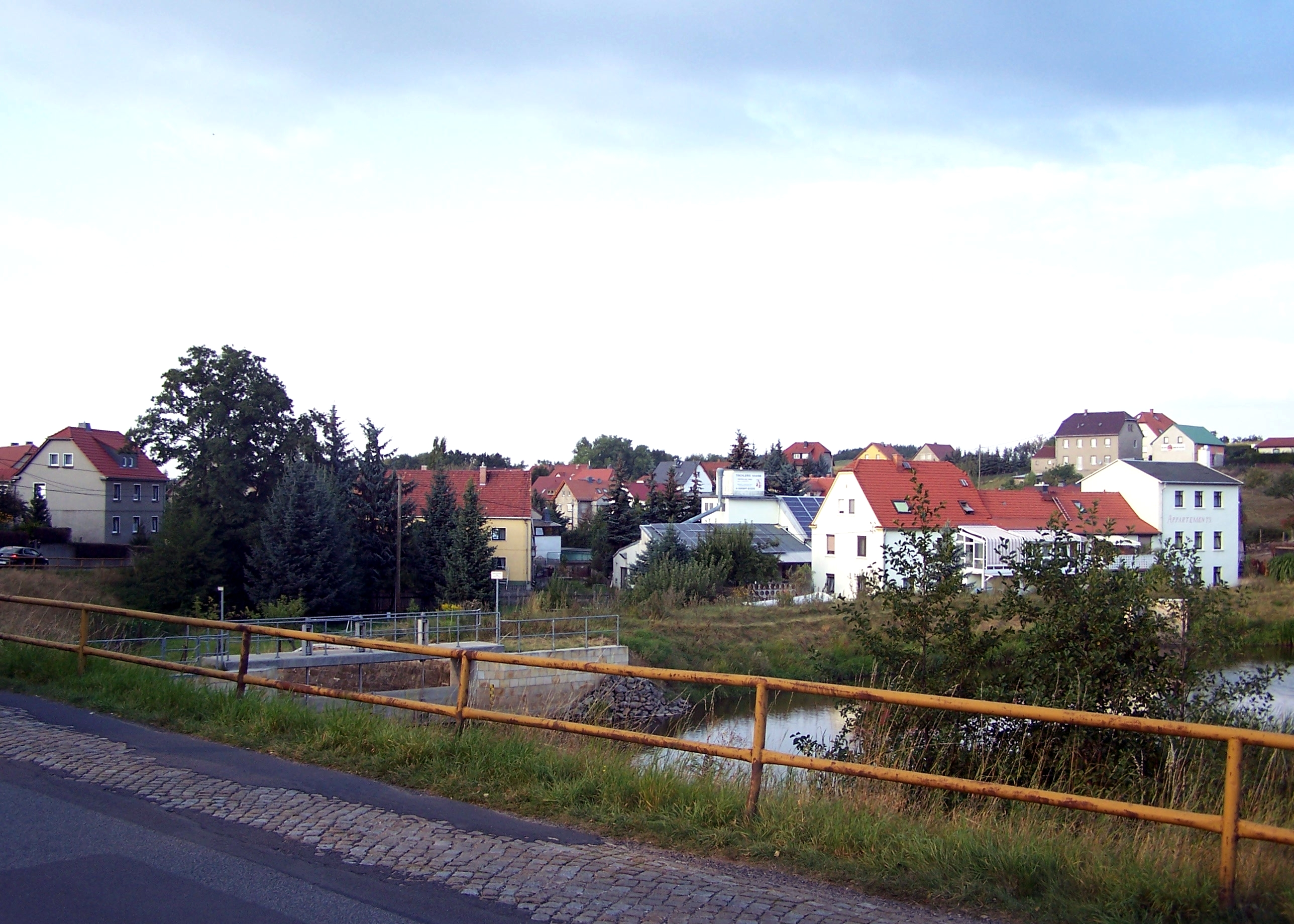
Blick über den Mühlteich, am Ortseingang aus Richtung Dresden

### Lage
Volkersdorf liegt etwa acht Kilometer südlich des Stadtzentrums von Radeburg und rund zwei Kilometer südlich von Bärnsdorf am Rand der Moritzburger Teichlandschaft. Der Wilschdorfer Ortskern ist circa vier Kilometer südwestlich von Volkersdorf entfernt. Östlich und südöstlich durchqueren die Bundesautobahnen 13 und 4 den Ort. Südöstlich ist das Autobahndreieck Dresden-Nord gelegen.
| Moritzburg                            | Bärnsdorf                                   | Marsdorf                        |
| Anfang (Rand) der Moritzburger Teiche | Kompassrose, die auf Nachbargemeinden zeigt | Weixdorf, Ortsteil von Dresden  |
| Boxdorf                               | Dresden                                     | Klotzsche, Ortsteil von Dresden |

Das Dorf befindet sich in einem lang gestreckten Muldental auf einer durchschnittlichen Höhe von 175 Metern über Normalnull und wird somit der kollinen Höhenstufe zugeordnet.

### Nachbargemeinden
Die unmittelbaren Nachbargemeinden von Volkersdorf sind:
- Landeshauptstadt Dresden (die Fluren der Ortsteile Marsdorf, Weixdorf, Klotzsche, Hellerau, Rähnitz, Wilschdorf),
- Moritzburg (Fluren der Orte Moritzburg, Boxdorf) und
- Radeburg (Ortsteil Bärnsdorf).[1]

### Naturraum

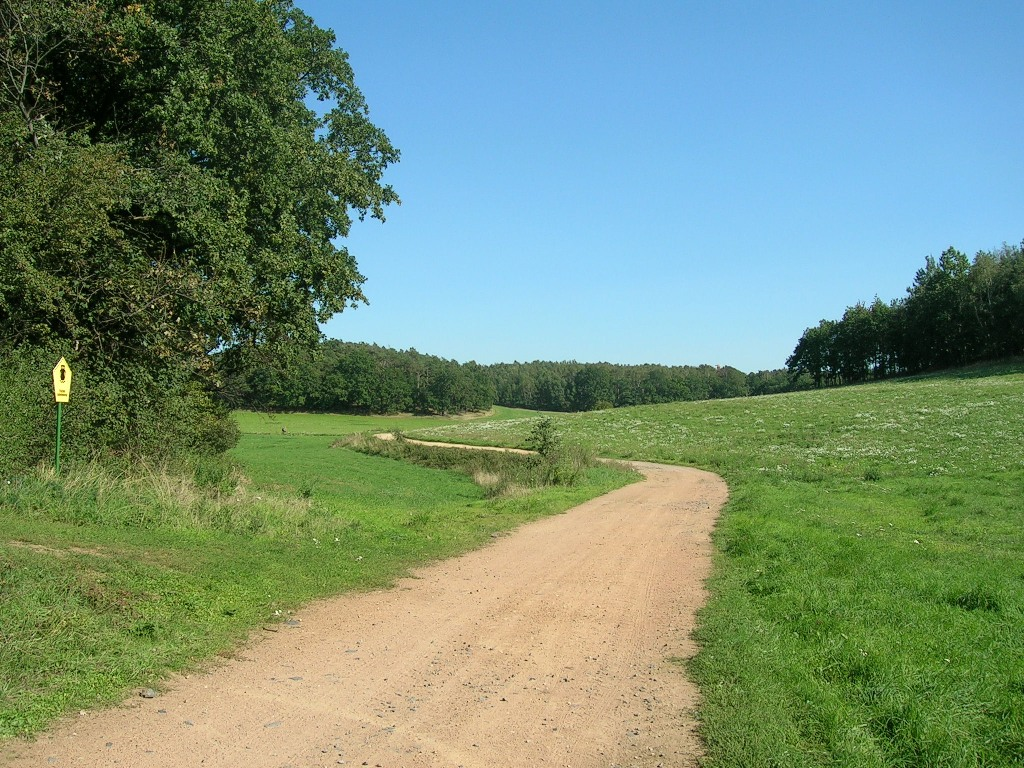
Moritzburger Kleinkuppenlandschaft bei Volkersdorf (nahe Tannenberg)

Das Straßenangerdorf ist in das gehölzreiche Offenland der Moritzburger Kleinkuppenlandschaft eingebettet, die eine historisch wertvolle Kulturlandschaft darstellt. Naturräumlich liegt der Ort in der Westlausitzer Platte, des westlichsten Teilbereiches des Westlausitzer Hügel- und Bergland. Der Höhenrücken des Buckenberges Volkersdorf weist ein strukturreiches Kuppenrelief auf. Der Wechsel zwischen Kleinkuppen und Flachrücken mit durchragender Felsbasis aus Monzonit (Syenodiorit) und zwischengelagerten, flachen Hohlformen (Senken) schafft ein landschaftsbildprägendes Oberflächenrelief, das in Mitteleuropa einmalig ist. Der Kahlenberg mit einer Höhe von 208,8 Metern über Normalnull (ü.NN) und der Spitzenberg mit einer Höhe von 216,0 Metern ü.NN stellen markante Anhöhen im Kernbereich der Kleinkuppenlandschaft in Volkersdorf dar. Der Buckenberg liegt auf der Flurgrenze zu Marsdorf und weist eine Höhe von 212,8 Metern ü.NN auf. Das auffällige Relief des Landschaftsraumes bildet drumlinartigen Hügelschwärme. Drumlins sind längliche Hügel aus Lockersediment und von elliptischem Grundriss, die durch Eisbewegung eines Gletschers in der Grundmoränenlandschaft aufgeschoben und aufgewölbt wurden.
Der Oberlauf der Promnitz durchfließt den Ort in Längsrichtung. Am südlichen Ortsrand befindet sich die Mahlmühle mit dem Mühlteich, welcher durch die Promnitz gespeist wird und seit dem 16. Jahrhundert zur Karpfenzucht genutzt wird.
Im Westen des Dorfes schließt sich eine naturnahe Teichlandschaft mit dem umgebenden Friedewald an. Östlich von der Straße nach Rähnitz befinden sich der Niedere und Obere Waldteich.

## Geschichte

### Ursprung, Name und Entwicklung

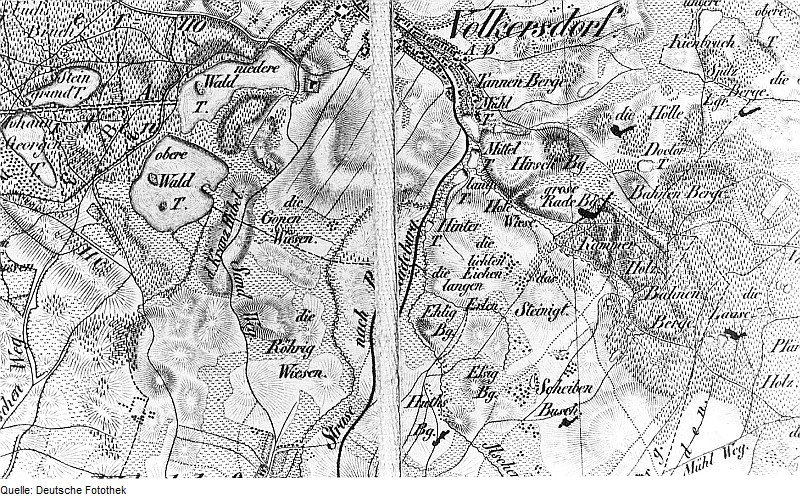
Historische Karte von Volkersdorf (1821–22)

Am Südwestrand bestand bereits zur Bronzezeit eine Siedlung. Volkersdorf selbst ist eine deutsche Siedlung, die 1378 erstmals urkundlich in Erscheinung trat und den Namen ihres Lokators Volkmar erhielt. Wahrscheinlich wurde Volkersdorf in der zweiten Hälfte des 13. Jahrhunderts im Zuge der deutschen Ostsiedlung gegründet. Neben dem Namen sind die Orts- und Flurform typisch für eine deutsche Gründung. Eine alte Wasserburg am unteren Ortsausgang soll bereits im 16. Jahrhundert verfallen gewesen sein. Sie war Zentrum eines Ritterbesitzes. Ein Freigut mit Herrenhaus bestand bis in die neuere Zeit hinein. Eine weitere Wasserburg hat südöstlich von Volkersdorf gelegen und zum Vorwerk Knapsdorf gehört, dessen Felder die Gemeinde vom Amt Moritzburg erwarb. Ausgrabungen datieren die Existenz dieser Wasserburg ins 13. Jahrhundert.

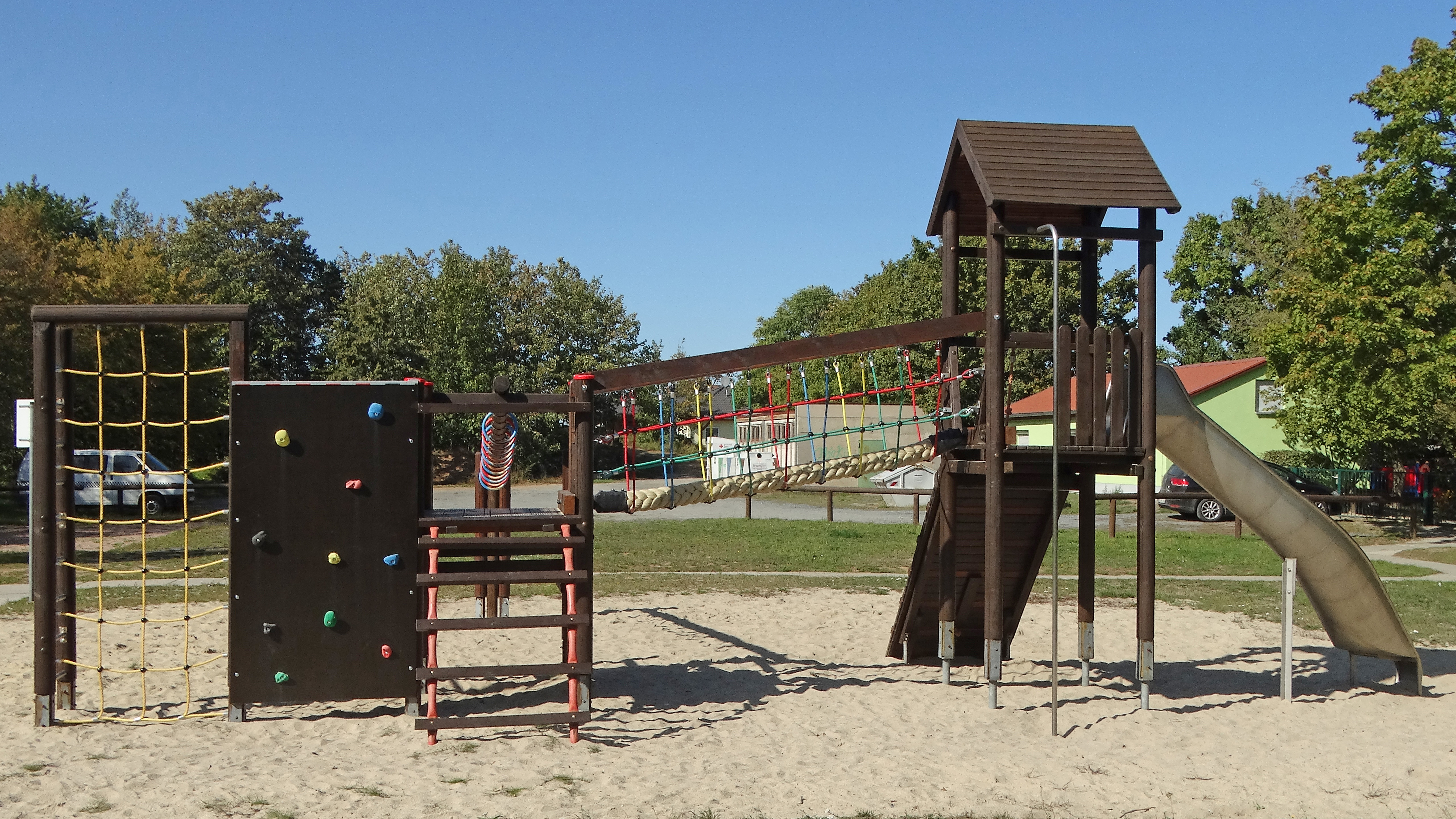
Kinderspielplatz in Volkersdorf (Radeburg)

Noch im 17. Jahrhundert gab es dort ein ansehnliches Gehöft, in dessen Nähe eine Ziegelei stand. Diese wurde 1890 aufgelöst. Bis 1958 war eine Mühle in Betrieb, die bereits seit dem 15. Jahrhundert bestand. Der Mühlteich und weitere Teiche wurden auch für die Fischzucht genutzt. Auch Weinbau spielte Anfang des 19. Jahrhunderts eine gewisse Rolle, zumal der schon im 15. Jahrhundert gegründete Gasthof, ein sogenannter Erbkretzscham (deutsch-sorbisch für Erbgericht), günstige Ausschankmöglichkeiten bot. Das neue Schulhaus (heute Kindertagesstätte) wurde 1913 anstelle des 50 Jahre vorher geschaffenen Schulgebäudes errichtet und später gemeinsam mit Bärnsdorf und Berbisdorf genutzt.
Südlich der Kindertagesstätte befindet sich ein öffentlich zugänglicher Kinderspielplatz.
In einem ehemaligen Kinderkurheim am Oberen Waldteich wurden seit der Wende krebskranke Kinder von Tschernobyl bis zum Jahre 2012 betreut.

### Eingemeindungen
Volkersdorf war bis 1994 selbstständige Gemeinde. Am 1. März 1994 schloss sie sich mit den Nachbargemeinden Berbisdorf und Bärnsdorf zur neuen Gemeinde Promnitztal zusammen. Diese bestand jedoch nur bis 1998. Am 1. Januar 1999 wurde Volkersdorf ein Ortsteil der Stadt Radeburg.

### Einwohnerentwicklung
Die Bevölkerung wuchs bis in die Nachkriegszeit des 2. Weltkrieges sukzessive an. Lebten im Jahre 1834 noch 373 Menschen in dem Ort, stieg die Einwohnerzahl bis 1950 auf 693 und ist seither rückläufig.
Die Bevölkerungsdaten zwischen 1990 und 1993 stellen das Ergebnis der Bevölkerungsfortschreibung auf Basis der Registerdaten vom 3. Oktober 1990 dar. Die Bevölkerungsdaten ab 2011 sind das Ergebnis der Bevölkerungsfortschreibung auf Basis des Zensus vom 9. Mai 2011.
| Jahr    | Einwohnerzahl                            |
| ------- | ---------------------------------------- |
| 1551/52 | 34 besessene Mann, 19 Inwohner,          |
| 1764    | 20 besessene Mann, 21 Gärtner, 5 Häusler |
| 1834    | 373                                      |
| 1871    | 386                                      |
| 1890    | 382                                      |

| Jahr | Einwohnerzahl |
| ---- | ------------- |
| 1910 | 466           |
| 1925 | 482           |
| 1939 | 594           |
| 1946 | 659           |
| 1950 | 693           |

| Jahr | Einwohnerzahl |
| ---- | ------------- |
| 1964 | 605           |
| 1990 | 479           |
| 1992 | 462           |
| 1993 | 454           |
| 2011 | 447           |

## Sehenswürdigkeiten
Das Dorfbild wird von Dreiseithöfen bestimmt, die an Giebeln und Torbögen interessante Details bieten. In einem Gehöft an der Bergstraße ist ein massiv gebautes Taubenhaus zu sehen. Besonders wertvolle Gebäude stehen unter Denkmalschutz (siehe Liste der Kulturdenkmale in Volkersdorf).

## Tourismus
Volkersdorf liegt zwischen den Autobahnanschlussstellen Marsdorf (A 13) und Dresden-Nord (A 4). Buslinien verkehren zwischen Dresden und Radeburg über Volkersdorf.

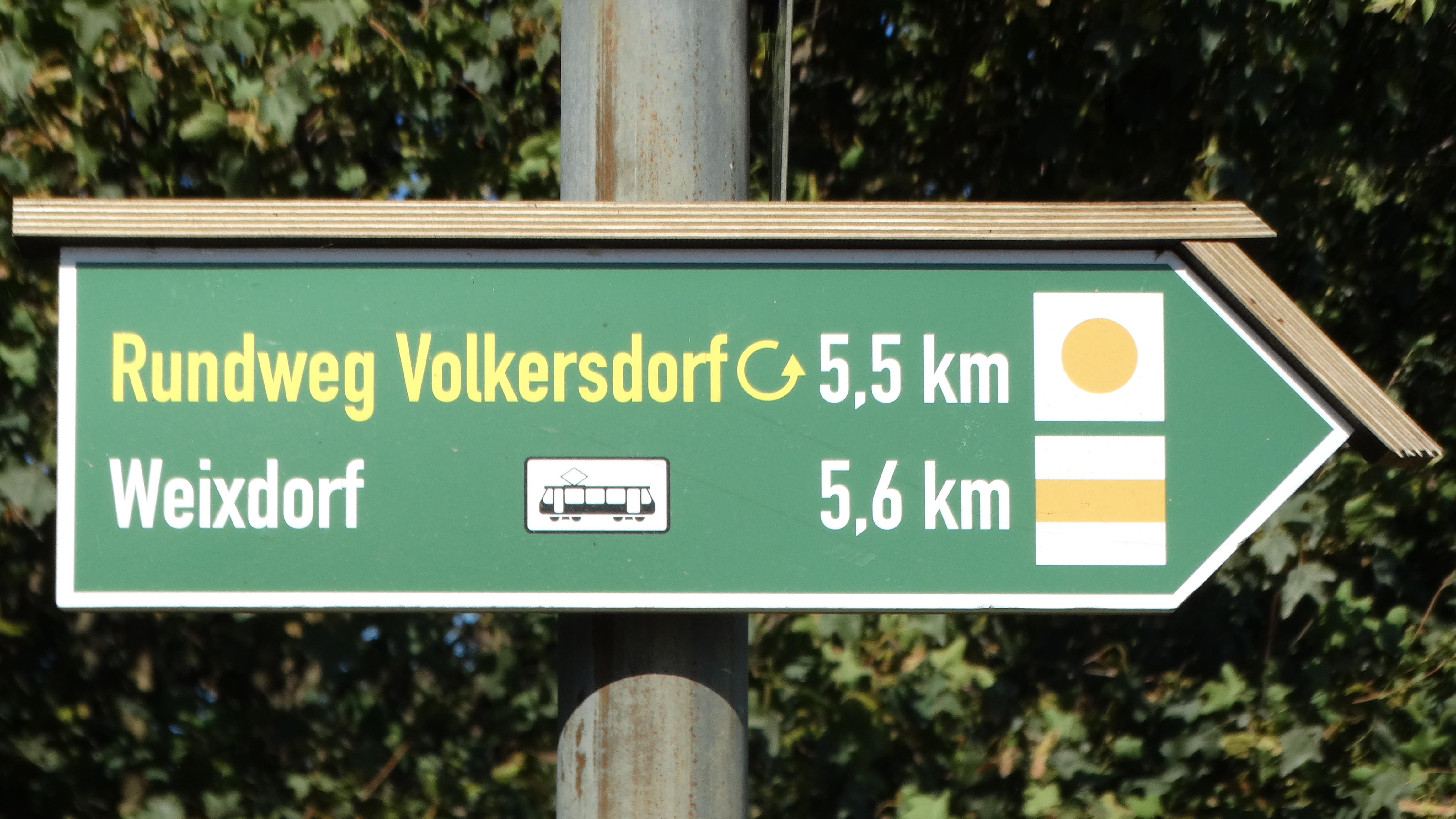
Wanderwegweiser Rundweg Volkersdorf (Radeburg)

Die waldreiche Umgebung und die Teichlandschaft im Westen sowie die markanten Hügelkuppen im Osten des Ortes eignen sich gut für eine Freizeit- und Erholungsnutzung. Vom Buckenberg-Höhenrücken bestehen sehr gute Sichtbeziehungen auf die Kleinkuppenlandschaft von Volkersdorf, Marsdorf und Bärnsdorf sowie auf benachbarte Landschaftsräume, beispielsweise den Randbereich der Königsbrück-Ruhlander Heiden im Norden und das Untere und Obere Osterzgebirge im Süden und Südosten.
Radtouristen erreichen Volkersdorf über die Sächsische Städteroute. Über örtliche Wanderwege ist man mit dem touristisch gut erschlossenen Moritzburger Teichgebiet verbunden.
Ein ausgeschilderter Wanderweg ist der Volkersdorfer Rundweg mit einer Länge von 8 km. Er führt in das Gebiet südöstlich von Volkersdorf unter den beiden Autobahnen hindurch bis nahe zum Flughafen Dresden-Klotzsche. (gelber Punkt – Beschreibung auf petra-und-peter.de/petrasblog)
Das am Rande des Moritzburger Teichgebietes in den 1920er Jahren eingerichtete Bad am Unteren Waldteich (Niederen Waldteich) gilt als das älteste FKK-Bad an einem Binnengewässer in Deutschland. Durch die Bäder am Oberen und Unteren Waldteich erlangte Volkersdorf den in der Gegenwart nicht mehr bestehenden Status eines Kurortes.